# Kies (Film)
Kies ist ein deutscher moderner Heimatfilm von Douglas Wolfsperger aus dem Jahr 1986.

## Handlung
Mit einem gestohlenen Cabrio fährt der Betrüger Felix über die Schweizer Grenze nach Deutschland. Aufgrund einer Beerdigung ist auf seinem Weg eine Landstraße zeitweilig gesperrt. Während der Zwangspause trifft er Ella Schäufele, die Tochter eines reichen Kieswerkbesitzers, und die beiden finden zusammen. Sie heiraten bald darauf. Doch die Ehe läuft anders als geplant, denn Felix findet sich mehr als Statist in seinem neuen Leben wieder. Rückhalt sucht er bei der Wirtin Lilly, weshalb er sich nun zwischen ihr und Ella entscheiden muss.

## Hintergrund
Die Idee für den Film hatte Richard Gandor. Als Drehbuchautor wirkte Douglas Wolfsperger zusammen mit Tobias Engelsing. Regie führte ebenfalls Wolfsperger. Gedreht wurde der Film im Bodenseeraum, in der Stadt Radolfzell am Bodensee sowie auf den Inseln Höri und Reichenau.
Die Premiere fand am 5. November 1987 in Konstanz statt.

## Kritik
„Der in Konstanz aufgewachsene Regisseur zeichnet ein typisches Bild seiner Heimat und des Menschenschlags. Er zeigt in diesem Werk, dass sich 85 Minuten geballte Unterhaltung auch ohne billige Effekte und ohne hohe Kosten erzielen lassen. Vom Kinopublikum begeistert aufgenommen.“